# Enajenación mental

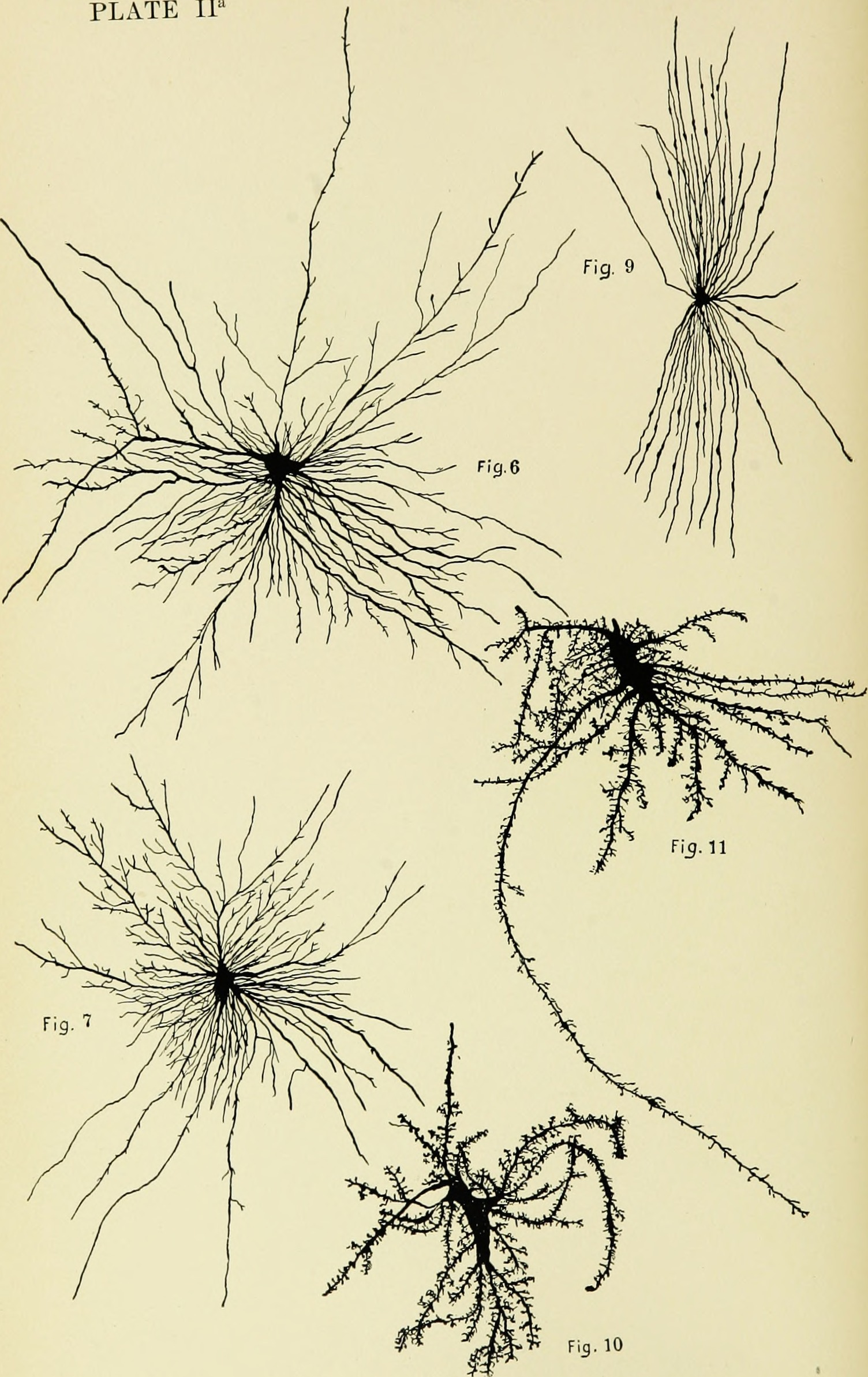
Perdida de razon, cerebro

La enajenación mental es la locura, demencia o pérdida de razón. En Derecho Civil es causa de restricción de la personalidad jurídica, debiendo el enajenado ser sometido a tutela. En Derecho Penal es eximente porque se entiende como enajenado al sujeto que posee un estado mental en el cual no puede hacerse responsable de sus actos por la falta de juicio.
A principios del siglo XIX, la enajenación mental era considerada una enfermedad mental.
En Derecho Civil se usa el término enajenación porque este se diferencia del concepto de "trastorno mental", ya que el significado el segundo se ha ido modificando con el tiempo debido a los avances científicos; y por tanto utilizar el término "trastorno mental" le daría al código penal un carácter transitorio. La enajenación mental es un concepto menos específico y puede adaptarse mejor a los cambios de los avances médicos y psiquiátricos. Solo se da inimputabilidad en el caso de que la persona que haya cometido el delito se encontrara en estado de enajenación; es decir, que de sus capacidades de inteligencia y/o voluntad estuvieran alteradas en relación con el acto delictivo, tenga una enfermedad mental o no.

## Los enajenados en Grecia Antigua
«Aquel a quien los dioses quieren destruir, primero lo vuelven loco.» Refrán griego de Eurípides.
La palabra “locura” utilizada en español, traduce diferentes sustantivos griegos, entre otros, ánoia es ausencia de nous (mente, intelecto); paranoia entonces es un desvío de nous, un estado en que la mente está desviada.
Para los atenienses del siglo V, hablando de enajenación, lo importante era el dios que la causaba.
- Oístros: se representa como un tábano, pero además es la animalización de la locura, hace referencia al frenesí de cualquier índole.
- Lisa: es la personificación de la demencia, quién no posee una única forma de representación.
- Las Erinias: eran las personificaciones de la venganza y perseguían a los que hacían el mal hasta volverlos locos.

Según dice también Platón en Fedro, la locura se clasifica de acuerdo a la conducta de las personas y el dios que la provoca. Los dioses capaces de generarla son: las Erinias, Dioniso, Afrodita, Ares, Eros, Lisa, Hera y Atenea.
Aristóteles en su Poética al estudiar la tragedia se concentra en lo humano, pese a que los elementos de este género, entre ellos la locura son el resultado de la confluencia del accionar humano y el divino.

## Tratamiento de los Enajenados en Roma
El enajenado en Roma era una persona sui iuris incapaz, se le otorgaba un curator para la protección de patrimonio fuera de los casos de tutela. Específicamente era tratado como una Cura furiosi.
Dicha categoría se remonta a tiempos de la Ley de las XII Tablas. En esta se ve el nombramiento de un curator legitimus que sería nombrado primero entre los agnados y a falta de ellos, entre los gentiles. También se ve el nombramiento de un curator honorarius, nombrado por el pretor pero para estos tipos de incapaces no se ve el nombramiento de un curator testamentarius. 
Esta curatos se ocupaba de la administración del patrimonio y el cuidado del incapaz quedaba en segundo plano. Las diferencias que pudieran surgir entre le curator y el incapaz se resolvían mediante la actio negotiorum gestiorum.

## Enajenaciones diversas
Son catalogables como enajenación completa todos los casos de demencia orgánica establecida, cualquiera que sea su origen, asimismo, los síndromes de deterioro mental profundo de otra especie, como el traumatismo craneal grave, el alcoholismo, la drogadicción etc. 
En el ámbito de las psicosis, son eximentes los episodios de plena actividad, como por ejemplo la esquizofrenia o la psicosis maniacodepresiva. Y también los cuadros de deterioro psicótico, cuando tienen suficiente intensidad para modificar gravemente la personalidad del sujeto.

## Definiciones en el Derecho. Inimputabilidad por Enajenación Mental en países latinoamericanos
Según un informe de la Organización Mundial de la Salud (OMS) "El código penal de un país debería incluir disposiciones adecuadas para tratar a los delincuentes con trastornos mentales. Estas disposiciones deberían, por ejemplo, abordar el tema de la capacidad mental de estas personas para ser juzgados o para actuar como testigos en juicios, su responsabilidad en procesos tanto civiles como penales, su representación legal o para el cumplimiento de sentencias y tratamientos."

### Código Penal de Argentina
"Art. 34.- No son punibles: 1º. El que no haya podido en el momento del hecho, ya sea por insuficiencia de sus facultades, por alteraciones morbosas de las mismas o por su estado de inconsciencia, error o ignorancia de hecho no imputables, comprender la criminalidad del acto o dirigir sus acciones.
En caso de enajenación, el tribunal podrá ordenar la reclusión del agente en un manicomio, del que no saldrá sino por resolución judicial, con audiencia del ministerio público y previo dictamen de peritos que declaren desaparecido el peligro de que el enfermo se dañe a sí mismo o a los demás. (...)"

#### Historia
En la época colonial, el enajenado blanco era destinado a las celdas de los conventos; en cambio, el que era negro o indio era destinado a la cárcel de los Cabildos. Marcando una amplia diferencia social entre los blancos y los negros o indios. No se tomaba en cuenta la locura ni si era o no transitoria, la solución era la reclusión de las personas. Se los clasificaba en:
- Furioso: previa visita de un sacerdote si era blanco o un hechicero si era negro, se lo enviaba a la cárcel teniendo como tratamiento los palazos, ayunos y duchas. Luego del "tratamiento" en la cárcel la familia del furioso podía retirarlo y continuar con el tratamiento ya sea con el Padre o el hechicero. Si aun así no se tranquilizaba, podían encarcelarlo de por vida hasta que se tranquilizase o muriese.
- Deprimido: eran asistidos en sus domicilios por el Padre o el Brujo, según fuera su color. Sus familias intentaban ocultarlos. No tenían pena de cárcel.
- Tranquilo: se dividían en “maniáticos”, “zonzos” y “graciosos” muchas veces eran cobijados en las Cortes y familias adineradas. En efecto, las autoridades de las Indias contaban en sus dependencias con locos parlanchines, que alegraban a las familias y a las cortes con sus locuras, siendo los bufones de turno. No tenían pena de cárcel.

No existían diferencias entre delincuentes comunes y alienados, poseyendo ambos un mismo e igual destino: la cárcel. A ninguna persona se le ocurría que la locura pudiera ser eximente de pena y responsabilidad penal. Los regímenes de reclusión del loco y del cuerdo eran análogos.
Con la llegada al poder de Bernardino Rivadavia se producirán grandes innovaciones en cuanto al tratamiento de los alienados mentales y al funcionamiento de hospitales y cárceles

Se dicta el Decreto sobre “Arreglo de la medicina”, el cual reordenó todo lo relativo a la administración sanitaria y asistencia pública. Que creaba los médicos de Policía, a los cuales se le confió el examen de todas las personas sometidas al accionar policial o judicial. Específicamente, en su artículo 51, el decreto de marras establecía que “el médico de Policía y todo facultativo está obligado a expresar el estado moral de las personas sobre las que certifique”.-
En el curso de dichas reformas se pretendió remediar la triste situación del Hospital General de Hombres, lugar en el que se hallaban una gran cantidad de alienados mentales hacinados en un espacio denominado “Cuadro de dementes”. Se pensó en fundar una Casa de Orates y un Asilo de Crónicos e Incurables. Los dementes que insensiblemente se habían acumulado en el único hospital de hombres que existía, habían hecho sentir la necesidad de instalar establecimientos especiales que los separaran de los demás enfermos. Dicha situación constituía una de las grandes preocupaciones del gobierno.
Muchos de los que acompañaron a Rivadavia eran declarados seguidores de Pinel -considerado padre de la psiquiatría y el manicomio moderno-, enfatizando sobre la necesidad e importancia de hacer una separación o distingo entre los alienados y el resto de la población carcelaria. Decía Pinel, que no había tratamiento posible si los alienados se encontraban mezclados con sujetos de otras categorías.
Durante el período de Juan Manuel de Rosas, la locura muchas veces sirvió a los fines del poder de turno, siendo que a través de la imputación de demencia se lograba reducir al adversario político. Se destaca en tal sentido el Decreto expedido el 31 de mayo de 1842 por el Fraile Aldao, quien tenía a su cargo el gobierno de Mendoza. Dicho cuerpo normativo establecía legalmente que todos los unitarios eran locos y debían ser considerados como tales; ordenándose que los más notables debían ser llevados sin más a un hospital para ser allí alojados.
La inimputabilidad por enajenación mental, se prevé en el artículo 147 del Código Penal de Tejedor, el cual se ocupaba de casos de incapacidad psíquica y agregaba un último párrafo que decía que: “Las personas nombradas que cometan algún crimen, serán encerradas en alguna de las casas destinadas para los de su clase, o entregadas a su familia, según lo estime el juez por conveniente”. Dicho artículo era realmente innovador en cuanto a la cuestión, distinguía el caso de los imputados que poseían incapacidad psíquica con el de aquellos que tenían esa capacidad. Por otro lado, mandaba a alojar a los incapaces psíquicos a casas destinadas para los de su clase -tal como manicomios- o a entregar a dichos sujetos a sus familiares. Ello quedaba sujeto a lo que el Juez de la causa pudiera resolver.
La solución se consagra en el artículo. 34 inciso. 1º del actual Código Penal, el cual pone de manifiesto los grandes temas que históricamente interesaron a la criminología. Logrando establecer una clara diferenciación entre el alienado delincuente y el delincuente cuerdo, patentizando el desplazamiento de la responsabilidad o libre albedrío respecto del loco y las circunstancias que determinaban el desplazamiento de esa personalidad, vale decir la insuficiencia de las facultades mentales, la alteración morbosa de esas facultades, la inconsciencia, error o ignorancia de hecho no imputable y la enajenación.

### Código Penal de Bolivia
Ley 18770, 1977: “Bases de la punibilidad. 17° (Inimputabilidad)-Está exento de pena el que en el momento del hecho por enfermedad mental o grave perturbación de la conciencia o por grave insuficiencia de la inteligencia no puede comprender la antijuridicidad de su acción o de conducirse de acuerdo a esta comprensión”.

### Código Penal de Brasil
“Art. 26: É isento de pena o agente que, por doenca mental ou desenvolvimiento mental incompleto ou retardado, era, ao tempo da acao ou omissao, inteiramente incapaz de entender o carater ilícito do fao ou de determinarse de acordo como esse entendimento”.

### Código Penal de Chile
Ley 19617 actualizada por Ley 19734: “Art.10: Están exentos de responsabilidad criminal: 1) El loco o el demente, a no ser que haya obrado en un intervalo lúcido, y el que, por cualquier causa independiente de su voluntad, se halla privado totalmente de razón”.

### Código Penal de Colombia
Decreto Legislativo 100 de 1980, reformado por ley 599 de 2000: ”Art. 31. Concepto. Es inimputable quien al momento de ejecutar el hecho legalmente descrito, no tuviere la capacidad de comprender su ilicitud o de determinarse de acuerdo con esa comprensión, por inmadurez psicológica o trastorno mental”.

### Código Penal de Costa Rica
Ley 4573, 1970: Art. 42: Es inimputable quien en el momento de la acción u omisión, no posea la capacidad de comprender el carácter ilícito del hecho o de determinarse de acuerdo con esa comprensión, a causa de enfermedad mental, o de grave perturbación de la conciencia”.

#### Historia
Hacia el año 1778 hubo un crimen en las cercanías de San José de Costa Rica, lugar en que don Felipe Fernández dio muerte a su mujer con un instrumento cortante al finalizar la boda simultánea de sus tres hijas. Del juicio surgió que el asesino padecía de demencia desde hacía ocho años y que tenía episodios lunáticos. Ello pese a que ante la sociedad pasaba como un hombre cuerdo, activo y de negocios.
Luego del hecho se dirigió a Cartago a fines de entregarse a la autoridad. Atento a las especiales características del hecho, se nombró como defensor del imputado a un médico, lo cual resultaba una innovación en la materia.
La defensa sostuvo que el acusado había actuado así por un violento impulso fuera de tino, por una suerte de vapor hipocondríaco que lo llevó a desplegar tal conducta. Expuso el caso de muchos sujetos vecinos del lugar, que al igual que el acusado tenían una vida normal y común, matizada con ataques repentinos que lo llevaban a cometer hechos sin saber lo que hacían. Finalmente, solicitó al titular del proceso que se internara al imputado en un hospicio hasta el fin de sus días, en vez de procederse a su ejecución, desterrándolo del lugar.
Las autoridades finalmente condenaron al autor a sufrir deportación en el Castillo de San Juan de Nicaragua, destacándose que posteriormente la Real Audiencia de Guatemala conmutó esa pena en reclusión por igual tiempo, en el Hospital San Juan de Dios de Granada.
El que la pena se cambiara de prisión a reclusión en un hospicio se debió a la clase social y política de don Felipe Fernández, hombre blanco, español y rico.

### Código Penal de Cuba
Ley 62, modificada por ley 87, 1999: ”Art.20: 1) Está exento de responsabilidad penal el que comente el hecho delictivo en estado de enajenación mental, trastorno mental transitorio o desarrollo mental retardado, si por alguna de esas causas no posee facultad de comprender el alcance de su accionar o dirigir su conducta.

### Código Orgánico Integral Penal de Ecuador
(Registro Oficial Suplemento No. 180, 10 de febrero del 2014) Artículo 35.- Causa de inculpabilidad. No existe responsabilidad penal en el caso de trastorno mental debidamente comprobado.

### Código Penal de El Salvador
Decreto legislativo 1030. 1997, modificado en 2004: “Art.27. No es responsable penalmente: 4) quien al momento de ejecutar el hecho no estuviere en situación de comprender lo ilícito de su acción u omisión o de determinarse de acuerdo a esa comprensión por cualquiera de los motivos siguientes: a)enajenación mental; b) grave perturbación de la conciencia; y c) desarrollo psíquico retardado o incompleto”.

### Código Penal de Guatemala
Decreto 17-73 Art. 23: No es imputable:…2°.Quién al momento de la acción u omisión, no posea, a causa de enfermedad mental, desarrollo psíquico incompleto o retardo o de trastorno mental transitorio, la capacidad de comprender el carácter lícito del hecho o de determinarse de acuerdo con esa comprensión, salvo que el trastorno mental transitorio haya sido buscado de propósito por el agente.”

### Código Penal de Haití
“Art. 48: “Il ný a ni crime ni délit, lorsque le prévenu était en état de démence au de temps de láction ou lorsquïl a été contraint par une force á laquelle il ná pas pu résister.”

### Código Penal de Honduras
Decreto 144-83: “Art. 23: No es imputable…2) quien en el momento de la acción u omisión padezca psicosis, de retardo mental severo, de psicosis transitoria y carezca, por ello, de la capacidad de comprender el carácter ilícito del hecho o de determinarse de acuerdo con esa comprensión salvo que el trastorno mental transitorio haya sido provocado por el agente dolosa o culposamente”.

### Código Penal de México
(1999). “Art.15: El delito se excluye cuando: …VII.Al momento de realizar el hecho típico, el agente no tenga la capacidad de comprender el carácter ilícito de aquel o de conducirse de acuerdo con esa comprensión, en virtud de padecer trastorno mental o desarrollo intelectual retardado, a no ser que el agente hubiera provocado su trastorno mental dolosa o culposamente, en cuyo caso responderá por el resultado típico siempre y cuando lo haya previsto o fuera previsible…”.

### Código Penal de Nicaragua
“Art.28. Están exentos de responsabilidad criminal: 1°El que por enfermedad mental o una grave alteración de la conciencia no posea, en el momento de obrar, la facultad de apreciar el carácter delictuoso de su acto o de determinarse según esa apreciación”.
El actual código penal nicaragüense en el artículo 34 dice, está exento de responsabilidad penal quien: 
1.- Al tiempo de cometer la infracción penal, a causa de cualquier alteración psíquica, permanente o transitoria, no pueda comprender la ilicitud del hecho o actuar conforme a esa comprensión...
2.- al tiempo de cometer la infracción penal se halle en estado de perturbación que le impida apreciar y comprender la ilicitud del hecho o actuar conforme a esa comprensión siempre que el estado de perturbación no haya sido buscado con el propósito de cometer un delito...
3.- sufrir alteración en la percepción...
4.- actúe en legítima defensa...
5.- estado de necesidad...
6.- actúe por miedo insuperable...
7.- actúe en cumplimiento de un deber jurídico...
8.- actúe o deje de actuar por violencia absoluta externa.
9.- cause un mal por mero accidente, sin dolo ni imprudencia.
10.- ... imposible exigirle un conducta diversa a la que realizó.

### Código Penal de Paraguay
Ley 1.160/97: ”Art. 23. Trastorno mental. 1°No es reprochable el que en el momento de la acción u omisión, por causa de trastorno mental, de desarrollo psíquico incompleto o retardado, o de grave perturbación de la conciencia, fuera incapaz de conocer la antijuridicidad del hecho o de determinarse conforme a ese conocimiento.”

### Código Penal de Perú
Decreto Legislativo nº635. Ley 25280, 1991: ”Art. 20: Imputabilidad:.1).Está exento de responsabilidad penal: El que por anomalía psíquica, grave alteración de la conciencia o por sufrir alteraciones en la percepción, que afectan gravemente su concepto de la realidad, no posea la facultad de comprender el carácter delictuoso de su acto para determinarse conforme a su comprensión”.

### Código Penal de Uruguay
1998. ”Art. 30 (Locura). No es imputable aquel que en el momento en que ejecuta el acto por enfermedad física o psíquica, constitucional o adquirida, o por intoxicación se halle en tal estado de perturbación moral, que no fuere capaz o solo lo fuere parcialmente , de apreciar el carácter ilícito del mismo, o de determinarse según verdadera apreciación. Esta disposición es aplicable al que se hallare en el estado de espíritu en ella previsto, por influjo de sueño o de hipnótico”.

### Código Penal de Venezuela
(1964).”Art.62: No es punible el que ejecuta la acción hallándose dormido o en estado de enfermedad mental suficiente para privarlo de la conciencia o de la libertad de sus actos, sea ésta o no ocasionada por el empleo accidental o involuntario de bebidas alcohólicas o sustancias enervantes”.